# EXW (Incoterm)

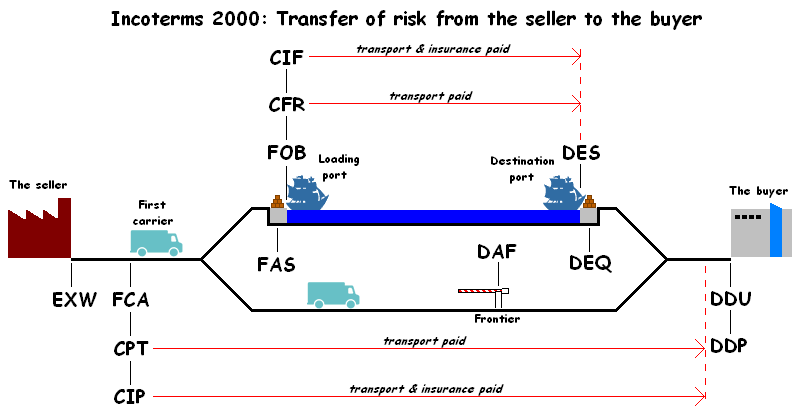
Các nhóm chính trong Incoterm 2000

Trong thương mại quốc tế, Giá xuất xưởng được gọi là EX Works (viết tắt EXW). Đây là một điều kiện của Incoterm. Tất nhiên, tùy theo địa điểm giao hàng mà người ta có thể gọi điều kiện này là "giá giao tại nhà máy" (Ex Factory), "giá giao tại mỏ" (Ex Mine), "giá giao tại đồn điền" (ex plantation), "giá giao tại kho" (Ex Warehouse) nhưng tên gọi tiêu biểu là "giá xuất xưởng" hay "giá giao tại xưởng" (Ex Works).
Theo điều kiện EXW này, bên bán phải: đặt hàng hoá dưới quyền định đoạt của bên mua trong thời hạn và tại địa điểm do hợp đồng quy định, để bên mua có thể xếp hàng lên phương tiện vận tải của mình. Còn bên mua phải nhận hàng tại địa điểm (xưởng, mỏ, kho, đồn điền v.v) của bên bán, chịu mọi rủi ro và phí tổn để lo liệu việc chuyên chở về địa điểm đích. Đối với các giao dịch ngoại thương theo điều kiện này thì bên mua phải có khả năng hoàn thành các thủ tục hải quan tại quốc gia cung cấp hàng hóa, một điều mà ngày nay gần như không thể thực hiện được. Ngoài ra khi người mua tự lo thủ tục xuất khẩu và người mua không có nghĩa vụ phải cung cấp giấy tờ chứng minh hàng đã được xuất khẩu sẽ khiến cho người bán gặp khó khăn trong việc tính toán và khai báo thuế thu nhập doanh nghiệp và thuế giá trị gia tăng. Do vậy, trong phần lớn các trường hợp mà thuật ngữ được đề cập tới như là EXW thì trên thực tế có nghĩa là bên bán phải thực hiện các thủ tục xuất khẩu và đúng ra nó phải là điều kiện FCA (Giao cho người vận tải).